# Pionus chalcopterus
Pionus chalcopterus là một loài chim trong họ Psittacidae.